# Otto Neurath
Cet article concerne le philosophe, sociologue et économiste autrichien. Pour le dignitaire nazi, voir Konstantin von Neurath.
Otto Neurath (10 décembre 1882 - 22 décembre 1945) est un philosophe, sociologue et économiste autrichien. Il fut l'un des rédacteurs en 1929 du texte « La Conception scientifique du monde » plus connu sous le nom de Manifeste du Cercle de Vienne ayant pour principe l'empirisme logique.

## Biographie
Neurath est né à Vienne. Il est le fils de Wilhelm Neurath (en), un célèbre économiste politique de l'époque. Il étudie, entre autres, les mathématiques à Vienne, puis obtient son doctorat au département de science politique et de statistique de l'Université de Berlin. Il épouse Anna Schapire en 1907 qui mourut en couches en 1911. Il épouse alors une proche amie, la mathématicienne et philosophe Olga Hahn-Neurath.
Neurath enseigne l'économie politique à la Neue Wiener Handelsakademie (Nouvelle Académie de commerce de Vienne) jusqu'à ce que la guerre éclate. Il devient par la suite directeur du Deutsches Kriegwirtschaftsmuseum (Musée allemand d'économie de guerre, qui devient le Deutsches Wirtschaftmuseum) à Leipzig.
En 1919, il devient conseiller technique aux finances de la République des conseils de Bavière. Dès cette époque, il se fait un point d'honneur de présenter ses travaux comme le résultat d'enquêtes scientifiques dénuées de caractère politique. Pour Neurath, la science positiviste doit être en mesure de régler les problèmes de la vie économique et sociale. Il se positionne pour de la planification économique scientifique en s'inspirant de l’approche développée par l'économiste et statisticien letton Carl Ballod notamment dans l'ouvrage l'État du futur (Ein Blick in den Zukunftsstaat. Produktion und Konsum im Sozialstaat) paru en 1898, en Allemagne.
Après la mort du président Kurt Eisner, il accepte de devenir responsable du Bureau central de la planification. À la suite de la défaite de la révolution, Neurath est emprisonné pendant un an et demi.
Grâce à l'intervention du gouvernement autrichien, il est libéré et peut revenir en Autriche. En octobre 1923, il écrit à Rudolf Carnap afin de le rencontrer. Au cours des années 1920, il devient un fervent défenseur de l'empirisme logique et un personnage central du cercle de Vienne, étant avec Carnap l'un des rares membres à être de gauche. Il pense que les mathématiques et le réductionnisme logique permettent de dépasser les clivages politiques. Il demeure marxiste, bien que professant toujours la supériorité de l'objectivité scientifique sur l'idéologie du Parti. Il s'éloigne progressivement de Moritz Schlick, qu'il accuse d'« idéalisme » et d'être trop « métaphysique ».
À Vienne, il ouvre en 1925 le Gesellschafts- und Wirtschaftsmuseum (Musée socio-économique) et commence à élaborer une méthode d'éducation visuelle et graphique en collaboration avec Gerd Arntz et Marie Reidemeister, qu'il épousa par la suite.
Après la guerre civile autrichienne et l’instauration d’un gouvernement fasciste à Vienne, Neurath s'exile en Hollande en 1934, où il dirige le Mundaneum Institute de La Haye en liaison avec son ami Paul Otlet, celui de Bruxelles ayant dû fermer. À ses côtés se trouvent Marie Reidemeister et Olga Hahn-Neurath, qui meurt en 1937. Avec l'invasion des Pays-Bas, il s'enfuit en Angleterre en 1940 à bord d'une embarcation précaire avec Marie Reidemeister. Ils sont considérés comme citoyens d’une puissance ennemie et retenus sur l’île de Man pendant un an, puis s’installent à Oxford avec le soutien de chercheurs britanniques.
En 1945, après avoir donné une conférence sur les conditions d’habitation à Vienne, il se voit demander par la municipalité de Bilston de les aider à rendre leur ville plus « heureuse ». Bilston est alors polluée et marquée par l’exploitation minière du charbon ; de nombreuses habitations sont de fait insalubres. Neurath matérialise ses idées pour l’urbanisme de la ville grâce à des représentations utilisant l’Isotype, qu’il prévoit d’exposer à la population pour leur expliquer les choix faits. Otto Neurath meurt cependant peu de temps avant, et c’est sa dernière femme, Marie, qui termine l’exposition, alors que les travaux architecturaux sont repris par Ella Briggs, une architecte autrichienne avec qui il avait déjà travaillé à Vienne.

## Vie familiale
Otto Neurath épouse Anna Schapire en 1907, de ce mariage naît son seul descendant : Paul Martin Neurath ; Anna Schapire meurt en couches. Il se remarie en 1912 avec Olga Hahn, avec qui il part en exil aux Pays-Bas. Olga meurt à La Haye en 1937. En 1941, il épouse Marie Reidemeister, qui l’avait suivi aux Pays-Bas puis en Angleterre.

## Travaux

### Pour un langage visuel

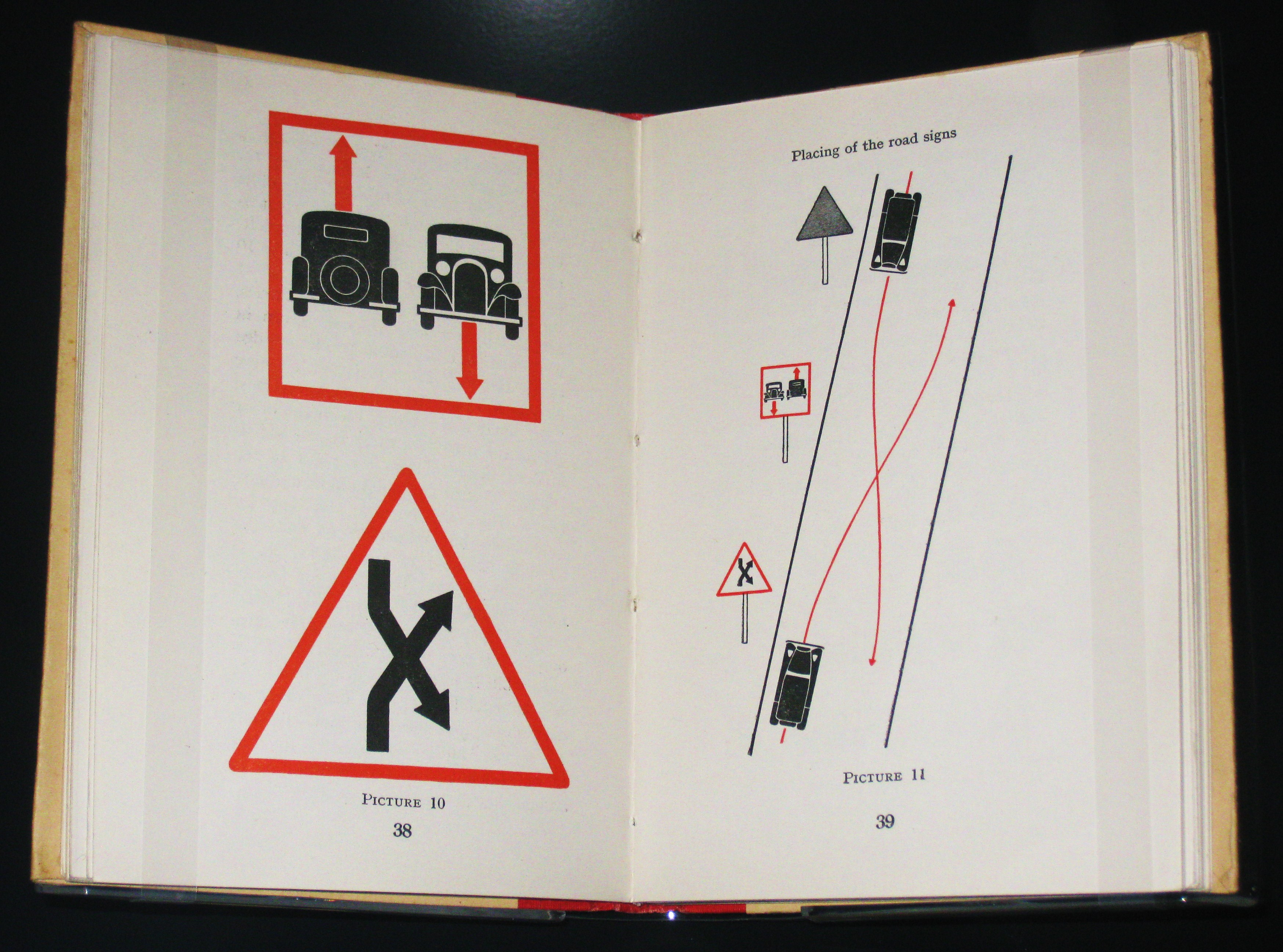
Extrait de Basic by Isotype de Neurath, 1937.

Neurath crée l'ISOTYPE, ou International System Of TYpographic Picture Education, dont le terme fut inventé par sa femme Marie Reidemeister (Marie Neurath) . Sous l'influence de Paul Otlet, il conçoit une méthode de représentation symbolique de données quantitatives ou d'informations pratiques au moyen d'icônes facilement interprétables. En collaboration avec Gernd Arntz, il travaille sur un ensemble de plus de 4000 pictogrammes conçus pour servir de support à une éducation visuelle et à une communication internationale.
À partir des années trente, il cherche à exploiter l'Isotype en vue d'en faire un médium de communication universel ou International Picture Language. Alors directeur de l'International Foundation for Visual Education, il applique les principes de ce langage dans Modern Man in the Making, un volume illustré de graphiques montrant l'évolution des modes de vie entre divers moments du passé et la modernité : espérance de vie, chômage, flux migratoires, densité urbaine, consommation, etc.

### Pour l'unité des sciences
Neurath aspire à l'unité des sciences, qu'il cherche à réaliser à travers son projet d'une « Encyclopédie des Sciences Unifiées ». Partant du constat que le domaine de la « recherche empirique avait longtemps été en opposition radicale avec les constructions logiques a priori dérivant de systèmes philosophico-religieux », il propose de réaliser une synthèse de l'approche factuelle typique de la science et de la démarche logico-déductive : l'empirisme scientifique. Il s'agit notamment de dégager les règles gouvernant les procédures scientifiques, d'unifier les diverses terminologies scientifiques et de réduire tous les termes à des mots d'usage courant.
À la différence de Carnap, qui collabore également à ce projet, mais qui favorise une unification sous la conception hiérarchique de l'arbre, où tout dérive d'une science-mère, Neurath défend l'idée que l'unification ne peut se faire que de façon transversale, ce qui est le propre de l'encyclopédie, la marche de la science n'étant pas linéaire ni imposée par un modèle unique, mais « allant d'encyclopédies en encyclopédies ». Il présente cette position dans son article « L'Encyclopédie comme modèle » (1936).
Ce thème est mis de l'avant lors du premier Congrès international pour l'Unité de la science, tenu à la Sorbonne en 1935. Lors du troisième congrès, également tenu à Paris, en 1937, Neurath présente son projet d'International Encyclopedia of Unified Science. Cette encyclopédie doit paraître sous forme de fascicules. Dix fascicules sont publiés en 1938, avec des articles de Charles W. Morris, Rudolf Carnap, Leonard Bloomfield, Niels Bohr, John Dewey, Bertrand Russell et plusieurs autres portant sur les principes de la théorie des probabilités, de la cosmologie, de la biologie et de la psychologie. Un second volume consacré aux sciences sociales paraît en 1939, avant que la publication soit interrompue par la guerre.

## Publications
- « Une encyclopédie internationale de la science unitaire », dans Actes du Congrès international de philosophie scientifique (Sorbonne, 1935), vol. II : Unité de la science, Hermann, 1936 (présentation en ligne, lire en ligne), p. 54-59.
- « L'Encyclopédie comme modèle », Revue de Synthèse, t. XII, no 2,‎ 1936, p. 187–201 (lire en ligne)
- « Unified Science as Encyclopedic Integration », International Encyclopedia of Unified Science, The University of Chicago Press, 1938, vol. 1, no 1, p. 1-27.
- (en) Modern Man in the Making, Londres, Secker and Warburg, 1939 (lire en ligne)éditions américaine chez Alfred A. Knopf, New York
- Des hiéroglyphiques à l'Isotype : une autobiographie visuelle, Paris : éditions B42, 2018, 232 p.  (ISBN 9782917855782).